# Repubblica di Mahabad
La Repubblica di Mahabad fu fondata dal Partito Democratico del Kurdistan Iraniano in una piccola regione del Kurdistan iraniano il 22 gennaio 1946. Questa Repubblica rappresentava un primo tentativo di autonomismo curdo e doveva essere il nucleo di un Kurdistan indipendente, ma non venne riconosciuta da nessuna delle potenze alleate e durò soltanto undici mesi.
Oltre alla capitale Mahabad (che alla fine della seconda guerra mondiale contava solo 16 000 abitanti), il territorio comprendeva alcune città vicine (Oshnavieh, Naqadeh e Bukan) nella zona nord-occidentale dell'Iran. A Mahabad si insediò un governo, presieduto da Qazi Muhammad che, approfittando del vuoto di potere nell'impero iraniano, chiedeva con l'appoggio dell'Unione Sovietica il riconoscimento dell'autonomia nel contesto dello stato, con l'uso della propria lingua nell'amministrazione e nelle scuole, anche senza una vera e propria separazione.
Anche la bandiera della repubblica di Mahabad testimoniava la scelta di non volersi distaccare completamente dall'impero: identica a quella iraniana, presentava tre fasce orizzontali, verde bianca e rossa. In più, la bandiera curda recava al centro un sole circondato da 32 raggi, a simboleggiare la libertà. Ancora oggi questa è la bandiera adottata dai curdi nazionalisti.
Qazi Muhammad, proveniente da una ricca e influente famiglia di giuristi, mirava a fare di Mahabad il centro della cultura e del nazionalismo curdo: fu fondato il primo teatro curdo, le donne iniziarono a svolgere un ruolo attivo nella vita politica e sociale, fu dato grande slancio al programma scolastico ed educativo che, per lo standard asiatico dell'epoca, era quanto mai liberale. Nelle aree tribali l'autorità fu lasciata nelle mani dei capi feudali, mentre in città si insediò un piccolo parlamento, formato da 13 membri. Venne istituito anche un esercito e Mustafa Barzani, altro storico esponente del nazionalismo curdo, fu nominato generale nel marzo 1946.
Intanto le truppe britanniche cominciavano ad evacuare l'Iran e il 5 aprile anche il governo sovietico raggiunse con il primo ministro iraniano Qavam al-Sultaneh un accordo che sanciva l'evacuazione dell'Iran da parte dell'Armata Rossa in cambio di una concessione per lo sfruttamento del petrolio nella parte settentrionale del paese. L'esercito iraniano poté così gradualmente riprendere il controllo del territorio, e alla Repubblica di Mahabad venne a mancare l'appoggio sovietico di cui aveva fino ad allora goduto.
Qazi si recò allora a Teheran per negoziare con il governo iraniano, ma ritornò a Mahabad senza aver potuto concludere alcun accordo. Nel novembre 1946 l'esercito iraniano si mosse con 20 000 uomini, mezzi e armamenti pesanti, contro il fronte curdo che disponeva di 13 000 unità, anche se quasi tutte irregolari. Gli unici addestrati erano i 1200 uomini di Barzani, i più disciplinati e agguerriti. Le truppe iraniane occuparono Mahabad il 21 dicembre e il presidente Qazi Muhammad fu arrestato. Nella resa fu determinante la frattura fra leader politici, provenienti dalla popolazione urbana istruita, e forze militari, provenienti dalle tribù e dai loro capi, privi di cultura e gelosi delle proprie prerogative e delle proprie autonomie.
Barzani, ritiratosi nella zona di Naqadeh, tentò una difesa ma venne bombardato. La sua posizione era indebolita dal fatto che i suoi uomini erano in minoranza tra le tribù locali ed egli stesso, iracheno, era considerato ospite. Mentre il 31 marzo 1947 Qazi Mohammad veniva impiccato insieme ad alcuni suoi ministri, senza che vi fosse alcuna reazione da parte della comunità internazionale, Barzani riceveva da Teheran l'ordine perentorio di tornare in Iraq o di disarmare i suoi uomini. La maggior parte di questi ultimi, dopo aver ottenuto garanzie dal governo iracheno, decise di tornare in Iraq sotto la guida di Shaykh Ahmad; il 15 aprile Barzani salutò Ahmad dopo aver cercato inutilmente di convincerlo a non tornare. Passato il confine infatti, nonostante le garanzie, venne arrestato e alcuni suoi uomini impiccati perché considerati pericolosi. Barzani intanto, che aveva trattenuto con sé 560 uomini armati, decise di rifugiarsi in Unione Sovietica. Riuscendo a non essere intercettato dall'esercito e dall'aviazione iraniana, con i suoi fedelissimi percorse a piedi in cinque settimane 220 miglia fino alla frontiera russa. Qui tutti furono accolti come profughi e si dispersero nell'URSS dove poterono lavorare e studiare.
Nell'ottobre 1958, Mustafa Barzani tornò in Iraq, riprendendo a combattere per uno stato curdo indipendente sotto la stessa bandiera che aveva usato a Mahabad. Suo figlio Mas'ud Barzani, presidente del Kurdistan iracheno dal 2005 al 2017, è nato proprio a Mahabad quando suo padre era capo dell'esercito della piccola repubblica curda.